# エドゥサ駅 (フィリピン国鉄)
エドゥサ駅はフィリピン国鉄(PNR)南方本線の駅。多くのPNRの駅と同じように地上駅である。駅はマカティの南ルソン高速道路とエピファニオ・デ・ロス・サントス通り(EDSA、エドゥサ通り)の交差点、マガリャネスインターチェンジ下に設置されている。
エドゥサ駅はトゥトゥバン駅から17番目の駅であり、ブエンディア駅、パサイロード駅とともにマカティ市内の3つの駅のうち一つである。次のニコルス駅からはタギッグ市内となる。
マガリャネスインターチェンジパークの建設に伴う再開発と美化のため、インターチェンジ下にあった駅もマカティ市政府によって2005年に再建された。結果ほかの駅と違いエドゥサ駅は2009年にPNRが行った南方本線の再生計画の中での再建駅には含まれなかった。結果としてかつての長距離列車の対応のために設計されたホームの低い状態になっており、乗客の便宜のため、この駅はPNR気動車の乗り降りに便利なように上り段がついている。
2018年9月10日、PNRは首都のシャトルラインの運転区間をデラ・ロサ駅からFTI駅へ南方へ伸ばすことになり、エドゥサ駅も新しい延長区間に含まれる駅として運用されるようになっている。

## 近隣施設
駅の主なランドマークはチノロセス通りのアルファランドサウスゲートタワー＆モールである。さらに離れたところにマガリャネス地区、ダスマリニャス地区、アヤラセンターなどがある。

## 交通アクセス
エドゥサ駅ではチノロセス通りや南ルソン高速道路のジープニーにアクセス可能であり、南ルソン高速道路にはバスも営業している。他の駅とは違って、駅エントランスの外にタクシー乗り場も存在する。
MRT-3の駅であるマガリャネス駅と乗り継ぎが可能である。

## 駅配置
| 1階 ホーム | 側面ホーム、右開き | 側面ホーム、右開き                                       |
| 1階 ホーム | ホーム A           | 首都通勤線 トゥトゥバン行 (←)                            |
| 1階 ホーム | ホーム B           | 首都通勤線 アラバン行 (→)                                |
| 1階 ホーム | 側面ホーム、右開き |                                                          |
| 1階        | コンコース/ 地上階 | 切符売場、駅制御、売店、マガリャネスインターチェンジ公園 |